# Avon Championships of Chicago 1981
L'Avon Championships of Chicago 1981 è stato un torneo di tennis giocato sul sintetico indoor. È stata la 10ª edizione del torneo, che fa parte del WTA Tour 1981. Si è giocato all'Amphitheatre di Chicago, Illinois negli USA dal 26 gennaio al 1º febbraio 1981.

## Campionesse

### Singolare
Martina Navrátilová ha battuto in finale  Hana Mandlíková con il punteggio di 6–4, 6–2.

### Doppio
Martina Navrátilová /  Pam Shriver hanno battuto in finale  Barbara Potter /  Sharon Walsh con il punteggio di 6–3, 6–1.